# 네오스엔터테인먼트
네오스엔터테인먼트(neos Entertainment)는 대한민국의 연예기획사이다.
광고 제작사 주식회사 네오스(neos inc.)의 사업부로 업무를 시작해 2013년에 주식회사 네오스 엔터테인먼트로 법인전환 하였다.

## 약력
- 2011년 주식회사 네오스 내의 매니지먼트 본부 설립
- 2013년 주식회사 네오스 엔터테인먼트로 법인 설립

## 소속 배우
- 고건한
- 류혜린
- 윤홍빈
- 이건우
- 최우혁
- 차승호
- 박인지
- 박충환
- 유준홍
- 한우성
- 김이서
- 윤도진
- 김수빈
- 감우성
- 박상훈

## 소속 크리에이터
- 히가시무라아키코
- 유이카와 케이
- 아비디 이노우에